# Grigori Irmowitsch Nowak

Grabbüste Nowaks auf dem Friedhof Wostrjakowo in Moskau

Grigori Irmowitsch Nowak (russisch Григорий Ирмович Новак; * 5. März 1919 in Tschornobyl, Ukraine; † 10. Juli 1980) war ein sowjetischer Gewichtheber.

## Werdegang
Grigori Nowak wurde in einer ukrainischen Kleinstadt geboren und begann als Kind mit dem Turnen und der Sportakrobatik. Zur Erlangung der dazu erforderlichen Kraft begann er mit Gewichtheben und blieb dabei. Er war zwischen 1940 und 1952 einer der besten Gewichtheber der Welt. Insgesamt erzielte er in seiner Laufbahn 71 Weltrekorde und 111 sowjetische Rekorde.
Nach den Olympischen Spielen 1952 in Helsinki, bei denen er die Silbermedaille im Mittelschwergewicht gewann, beendete er seine Gewichtheberlaufbahn und wurde Berufsartist. Zusammen mit seinen Söhnen bildete er eine atemberaubende Kraftnummer, mit der er jahrelang in Zirkussen und Varietes auftrat.
Grigori Nowak war klein und gedrungen, was ihm vor allem für seine Leistungen im beidarmigen Drücken zustattenkam. Ein Bild der Siegerehrung von den Olympischen Spielen 1952 in Helsinki zeigt ihn zusammen mit Norbert Schemansky, dem Goldmedaillengewinner. Er war einen vollen Kopf kleiner als Schemansky.

## Internationale Erfolge
(OS = Olympische Spiele, WM = Weltmeisterschaft, EM = Europameisterschaft, HS = Halbschwergewicht, MS = Mittelschwergewicht)
- 1946, 1. Platz, WM in Paris, HS, mit 425 kg, vor Kay, USA, 390 kg und Henri Ferrari, Frankreich, 390 kg;
- 1947, 1. Platz, EM in Helsinki, HS, mit 407,5 kg, vor Vellamo, Finnland, 365 kg und Kassajev, UdSSR, 360 kg;
- 1952, Silbermedaille, OS in Helsinki, MS, mit 410 kg, hinter Norbert Schemansky, USA, 445 kg und vor Lennox Kilgour, Trinidad und Tobago, 402,5 kg.

## UdSSR-Meisterschaften
- 1939, 2. Platz, Mi, mit 360 (117.5, 110.0, 132.5) kg, hinter Konstantin Mileev, 362.5 kg;
- 1940, 1. Platz, Mi, mit 377.5 (125.0, 117.5, 135.0) kg;
- 1943, 1. Platz, Mi, mit 372.5 (120.0, 115.0, 137.5) kg;
- 1944, 1. Platz, Hs, mit 405 (130.0, 122.5, 152.5) kg;
- 1945, 1. Platz, Hs, mit 400 (133.0, 117.0, 150.0) kg;
- 1946, 1. Platz, Hs, mit 432,5 (137.5, 130.0, 165.0) kg;
- 1948, 1. Platz, Hs, mit 402.5 (130.0, 122.5, 150.0) kg;
- 1949, 1. Platz, Hs, mit 422.5 (142.5, 130.0, 150.0) kg;
- 1951, 1. Platz, Ms, mit 425 (140.0, 130.0, 155.0) kg.

## Weltrekorde
- 11 Weltrekorde im beidarmigen Drücken, Mittelgewicht, von 120,5 kg bis 129,5 kg;
- 25 Weltrekorde im beidarmigen Drücken des Leicht(Halb)schwergewichts von 128,5 kg bis 143 kg;
- 7 Weltrekorde im beidarmigen Drücken des Mittelschwergewichts von 133 kg bis 143,5 kg;
- 2 Weltrekorde im beidarmigen Reißen des Mittelgewichts, 122,5 kg und 123 kg;
- 9 Weltrekorde im beidarmigen Reißen des Leichtschwergewichts von 126,5 kg bis 131,5 kg;
- 4 Weltrekorde im beidarmigen Reißen des Mittelschwergewichts von 123 kg bis 133 kg;
- 2 Weltrekorde im beidarmigen Stoßen des Mittelgewichts, 155,5 und 156 kg;
- 2 Weltrekorde im olympischen Dreikampf des Mittelgewichts, 390 kg und 400 kg;
- 5 Weltrekorde im olympischen Dreikampf des Leichtschwergewichts, von 400 kg bis 432,5 kg;
- 4 Weltrekorde im olympischen Dreikampf des Mittelschwergewichts, von 400 kg bis 425 kg.

Ein Teil dieser Weltrekorde wurde vom internationalen Gewichtheber-Weltverband (IAAF) nicht anerkannt, da die Sowjetunion zu den Zeiten, als die Weltrekorde aufgestellt wurden, nicht Mitglied der IAAF war.